# Грайн
Грайн (нем. Grein) — город в Австрии, в федеральной земле Верхняя Австрия.

## Общие сведения
Входит в состав округа Перг. Население составляет 3103 человека (на 31 декабря 2005 года). Занимает площадь 19 км². Официальный код — 41105.
Грайн стоит на левом берегу Дуная в 45 километрах к востоку от Линца. Самый большой населённый пункт области Штруденгау — участка дунайской долины, где река течёт зажатая в узком коридоре между скалами. До строительства ГЭС Ибс — Перзенбойг, расположенной выше города Ибс-на-Дунае, судоходство по Штруденгау было очень затруднено из-за порогов. Грайн был основан как поселение лоцманов, проводивших суда по порогам.
В городе умерла и похоронена Виктория Аделаида Шлезвиг-Гольштейн, жена герцога Карла Эдуарда.

## Достопримечательности
- Замок Грайнбург. Замок построен около 1490 года, перестроен в 1621 году. Самый старый жилой замок Австрии. Ныне в замке расположен Австрийский музей судоходства.
- Рококо-театр. Создан в 1790 году, располагается в здании старой ратуши.

## Политическая ситуация
Бургомистр коммуны — Руперт Ленер (СДПА) по результатам выборов 2003 года.
Совет представителей коммуны (нем. Gemeinderat) состоит из 25 мест.
- СДПА занимает 12 мест.
- АНП занимает 11 мест.
- АПС занимает 1 место.
- Партия BLG занимает 1 место.

## Галерея

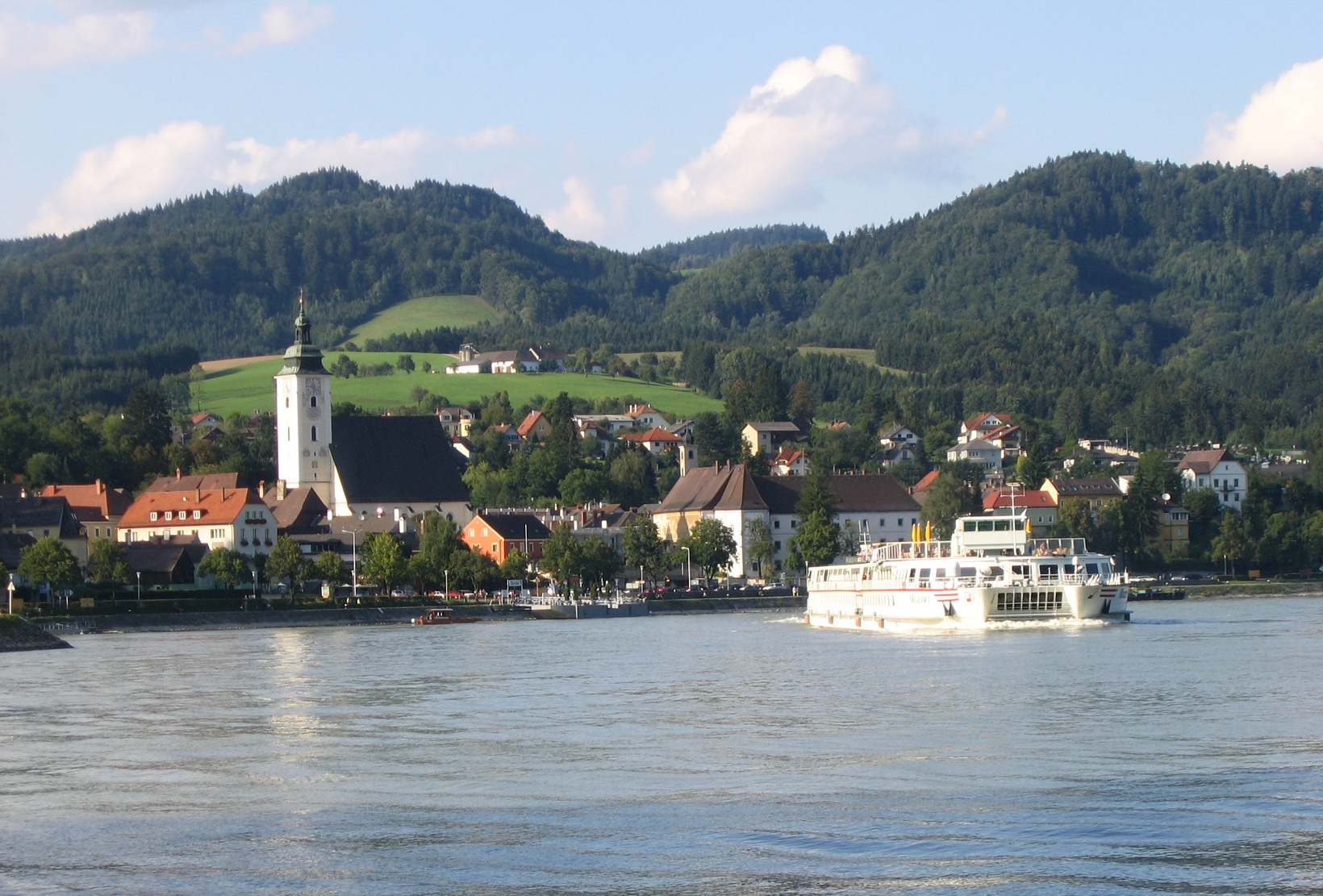
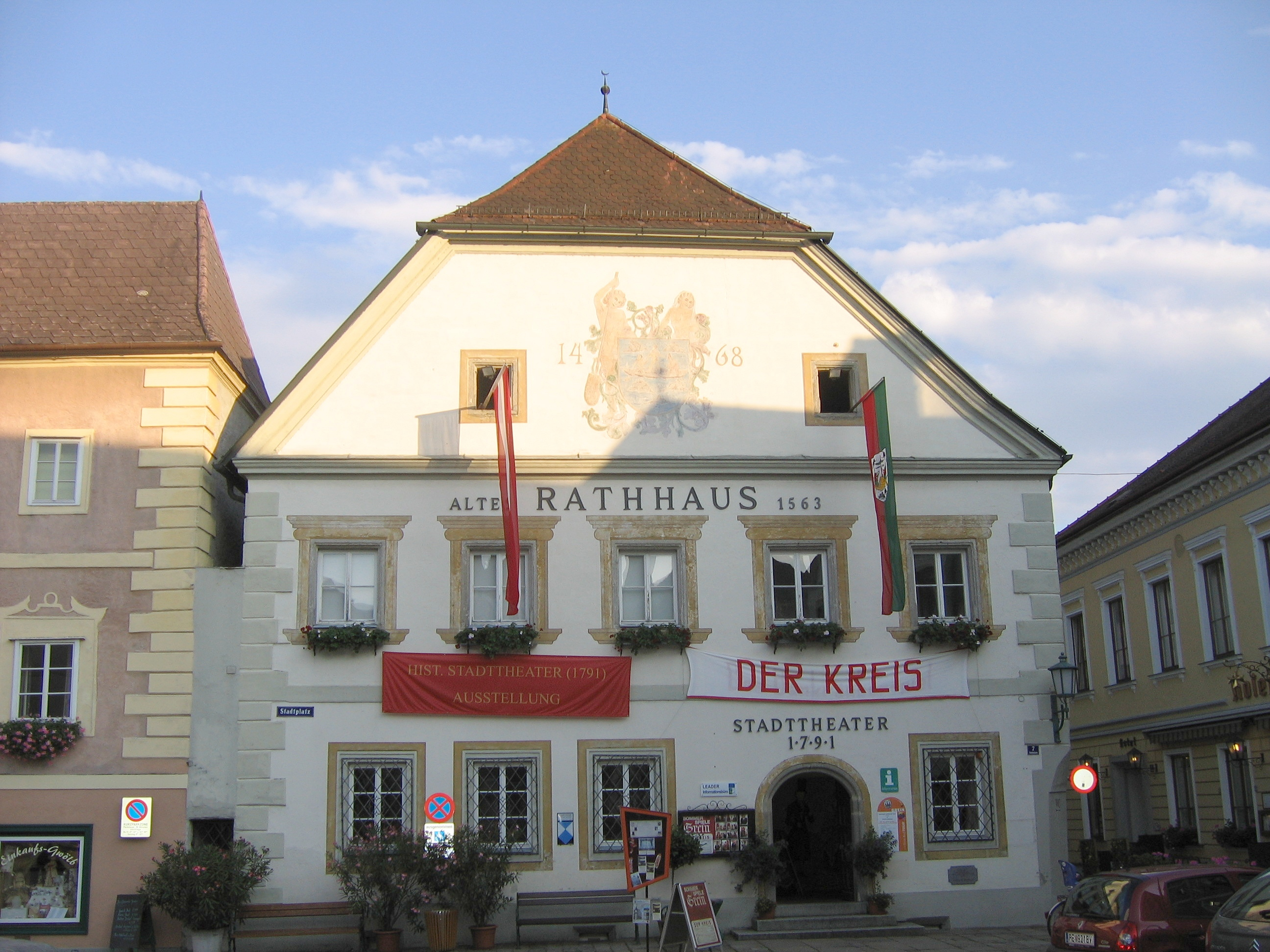
Ратуша
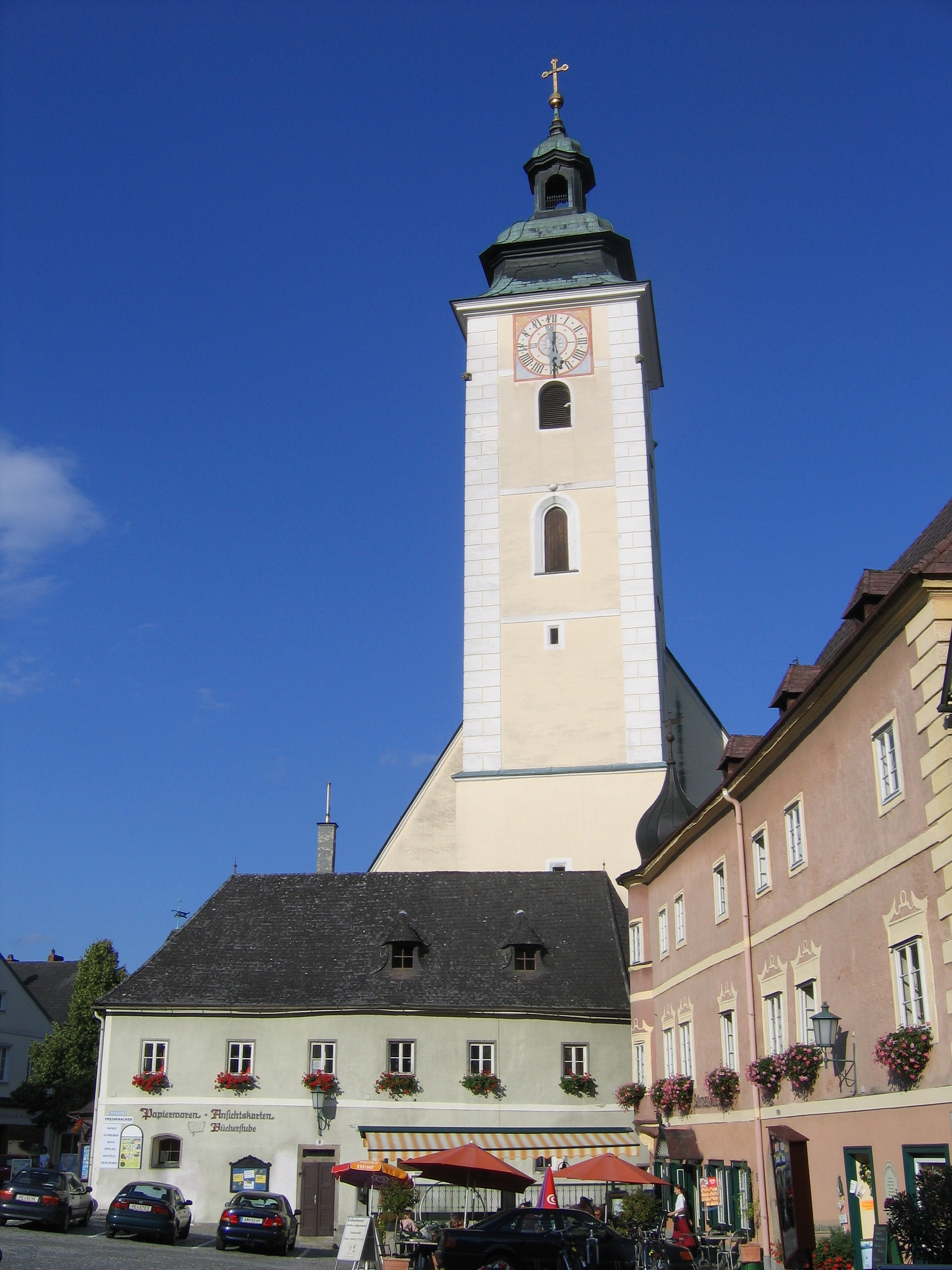
Рыночная площадь
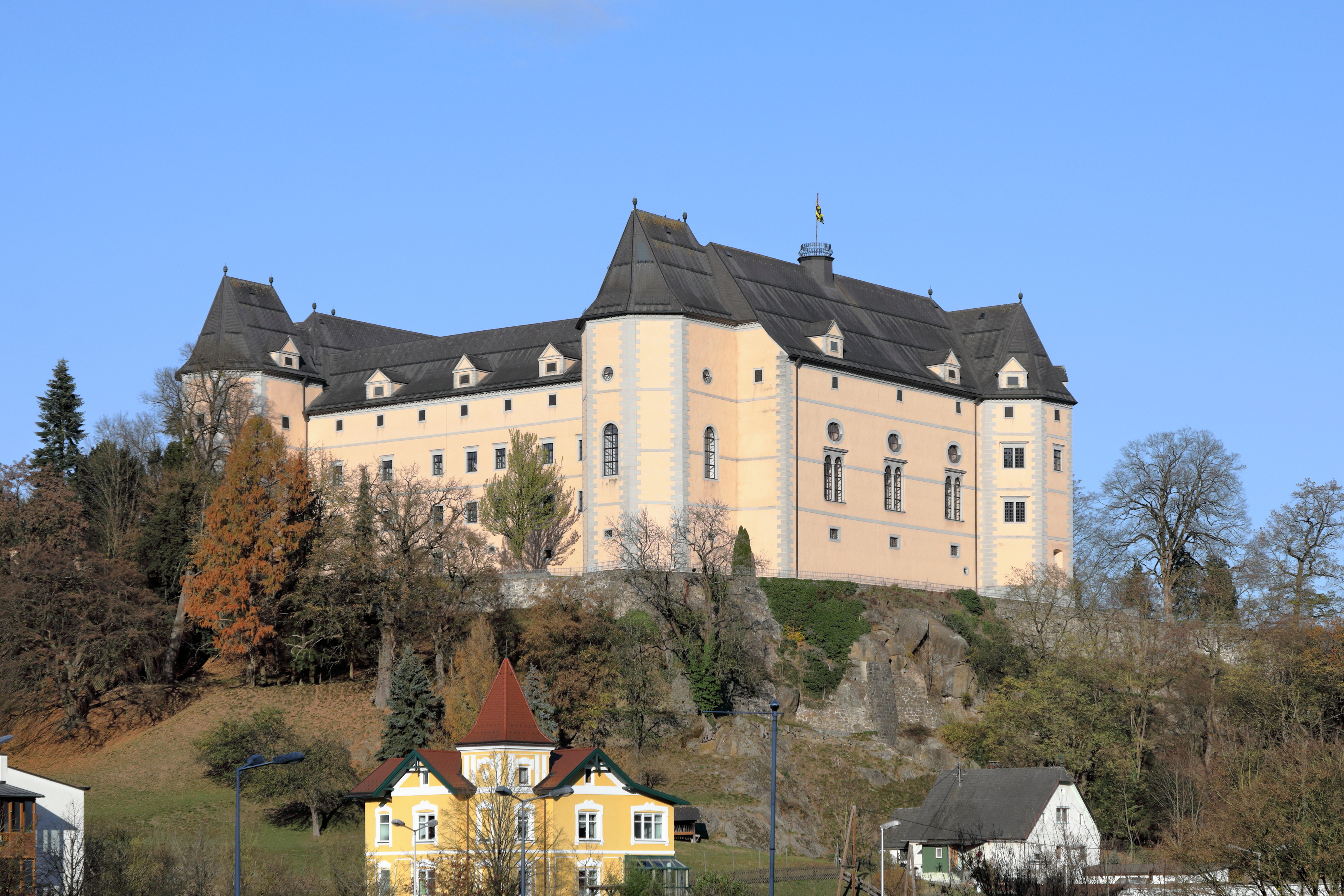
Замок Грайнбург
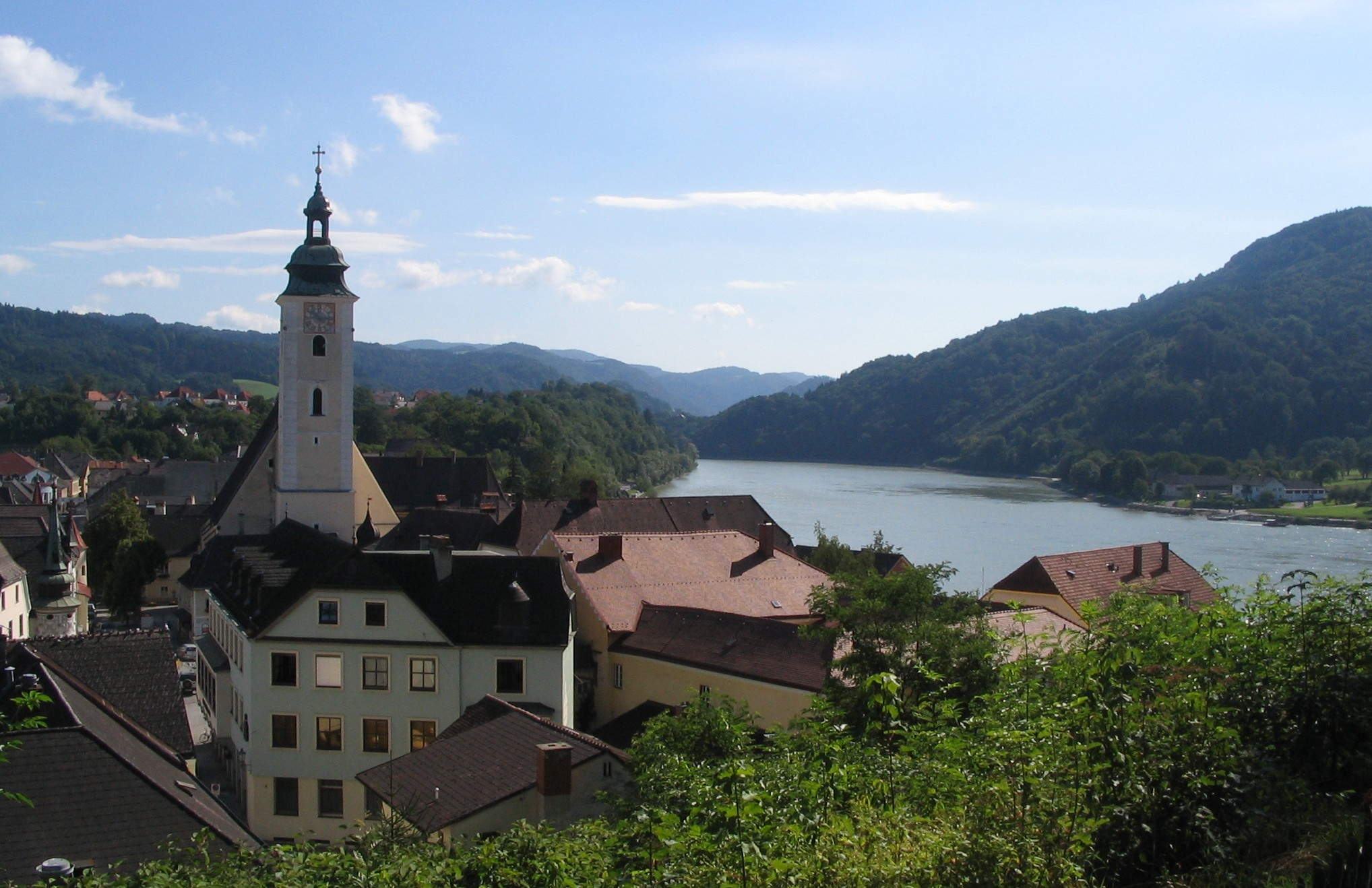
Вид на Грайн